# Arijan Ademi
Arijan Ademi (makedonska: Аријан Адеми), född 29 maj 1991, är en kroatisk-makedonsk fotbollsspelare som spelar för Dinamo Zagreb.

## Klubbkarriär
Den 7 oktober 2015 meddelade Dinamo Zagreb att Ademi testat positivt under ett dopingtest efter deras Champions League-vinst över Arsenal i september samma år. Uefa stängde därefter av Ademi i fyra år. Den 27 mars 2017 kortades avstängningen ner till två år efter att Ademi bevisat att han inte medvetet hade dopat sig, vilket gjorde Ademi tillgänglig för spel igen från och med oktober 2017. I november 2017 blev Ademi utsedd till klubbens lagkapten av tränaren Mario Cvitanović.
I mars 2023 värvades Ademi av kinesiska Beijing Guoan. I september 2023 återvände han till Dinamo Zagreb.

## Landslagskarriär
Ademi debuterade för Kroatiens landslag den 6 februari 2013 i en 4–0-vinst över Sydkorea, där han blev inbytt i den 71:a minuten mot Luka Modrić. Han spelade tre landskamper för Kroatien under 2013, men bytte under 2014 landslag till Makedonien. Ademi debuterade för Makedonien den 9 oktober 2014 i en 3–2-vinst över Luxemburg i kvalet till EM 2016.

## Meriter
Dinamo Zagreb
- Prva HNL (9): 2010/2011, 2011/2012, 2012/2013, 2013/2014, 2014/2015, 2015/2016, 2017/2018, 2018/2019, 2019/2020
- Kroatiska cupen (5): 2010/2011, 2011/2012, 2014/2015, 2015/2016, 2017/2018
- Kroatiska supercupen (3): 2010, 2013, 2019